# Golfclub de Semslanden
De Semslanden is een Nederlandse golfclub in Kostvlies (Gasselte/Gasselternijveen). De club beschikt over een 18 holes golfbaan.
De golfclub is opgericht op 26 november 1986. De eerste negen holes kwamen beschikbaar in 1989. Sinds juni 1999 beschikt de club over een volwaardige achttien holes course met een A-status. 
De club is in het bezit van een clubgebouw met restaurant, winkel en vergaderfaciliteiten.
Op 22 april 1997 werd het clubgebouw geheel door brand verwoest. In 1999 werd de huidige accommodatie gebouwd.
De Semslanden herbergt ook een golfacademie, de Tee 2 Green golfacademy.
In haar laatste jaar bij de De Semslanden werd de 20-jarige Lianne Jansen in 2011 kampioen van het NK matchplay.

## Betekenis van de naam
De naam Semslanden verwijst naar de Semslinie, een door de landmeters Johan Sems en Johan de la Haye in 1615 vastgestelde grenslijn tussen de provincies Drenthe en Groningen. De Semslanden ligt in het vroegere veenkoloniale gebied aan de Drentse kant van deze linie.